# Lindenthal-Institut

Logo des Lindenthal-Instituts

Das Lindenthal-Institut ist ein 1973 gegründetes privates Institut mit Sitz in Köln, das als wissenschaftliche Einrichtung der römisch-katholischen Organisation Opus Dei fungiert. Es beschäftigt führende Mitglieder des Werks und publiziert zahlreiche Veröffentlichungen, die unmittelbar dem Opus Dei zugerechnet werden können. Träger des Instituts ist seit 2001 die gleichnamige Lindenthal Stiftung.

## Zielsetzung und Arbeitsbereiche
Das Institut widmet sich interdisziplinären Forschungen, vor allem in folgenden Bereichen:
- Kultur der Arbeit (einschließlich Wirtschaftsethik)
- Ethik  (insbesondere Ethik in der Medizin, Bioethik)
- Wissenstheorie (im Gegenüber von Natur- und Geisteswissenschaft)
- Familie, Demografie, Familienpolitik

Zur laufenden Tätigkeit gehören die Ausrichtung von Expertengesprächen, Fachtagungen und internationalen Colloquien sowie Buchveröffentlichungen. Außerdem veröffentlichen Mitarbeiter und Mitwirkende mit Unterstützung des Werks Bücher unter eigenen Namen.
Auf Wunsch von Interessenten veranstaltet das Institut ergänzend Seminare und Arbeitskreise für Ärzte, Medienschaffende, Leitende in Unternehmen sowie für Studenten, in denen Themen aus den Arbeitsgebieten des Instituts vermittelt und vertieft werden. Sie werden stets von Opus-Dei-Mitgliedern begleitet und dienen auch dem Austausch und der Werbung von Mitgliedern und Sympathisanten.
Seit dem Wintersemester 2018/19 bietet das Institut ein einsemestriges Orientierungsstudium unter dem Namen Gap.Cologne [www.gap.cologne] an, das aus einem geisteswissenschaftlichen Studium Generale und einer parallelen Studien- und Berufsorientierung besteht. Die Lehrenden sind Mitarbeiter des Instituts und Gastprofessoren aus dem In- und Ausland. Kooperationspartner ist die Opus-Dei-Universität von Navarra.

## Veröffentlichungen
Zu den Publikationen gehören Kongress- und Sammelbände zu aktuellen Forschungsthemen der Institutsmitarbeiter.
- Islam - Meinungsfreiheit - Internet. Staatsrechtliche Aspekte der Religions-, Meinungs- und Medienfreiheit., Springer, Berlin 2020
- Medienumbruch und Öffentlichkeit. Wie verändert der digitale Wandel die öffentliche Diskussion in unserer Mediendemokratie?, Lit-Verlag, Münster 2016, ISBN 978-3643133625
- Ehe und Familie – Säulen des Gemeinwohls, Schöningh Verlag, Paderborn 2014, ISBN 978-3506779366
- Ethik im Dienst der Unternehmensführung. Metropolis Verlag, Marburg 2008, ISBN 978-3895186370
- Ärztliche Freiheit und Berufsethos. Röll, Dettelbach 2005, ISBN 3-89754-112-2
- Die Lage der Kunst am Ende des 20. Jahrhunderts. Röll, Dettelbach 1999, ISBN 3-89754-142-4
- Kondratieffs Zyklen der Wirtschaft. Busse Seewald, Herford 1998, ISBN 3-512-03177-3
- Wirklichkeit und Sinnerfahrung. Röll, Dettelbach 1998, ISBN 3-927522-87-2
- Bevölkerung, Entwicklung, Umwelt. Busse Seewald, Herford 1995, ISBN 3-512-03153-6
- Das zumutbare Kind. Busse Seewald, Herford 1993, ISBN 3-512-03117-X
- Menschlichkeit der Medizin. Busse Seewald, Herford 1993, ISBN 3-512-03110-2
- Unternehmenskultur. Busse Seewald, Herford 1992, ISBN 3-512-03095-5
- Amerika. Busse Seewald, Herford 1991, ISBN 3-512-03075-0
- Naturherrschaft. Busse Seewald, Herford 1991, ISBN 3-512-03066-1
- Chancen einer Kultur der Arbeit. Busse Seewald, Herford 1990, ISBN 3-512-00969-7
- Die Welt als Medieninszenierung. Busse Seewald, Herford 1989, ISBN 3-512-00944-1
- Ethik der Leistung. Busse Seewald, Herford 1988, ISBN 3-512-00835-6
- Persönliche Verantwortung. Adamas-Verlag, Köln 1982, ISBN 3-920007-78-6
- Recht auf Gerechtigkeit. Adamas-Verlag, Köln 1979, ISBN 3-920007-50-6
- Familie, Feindbild und Leitbild. Adamas-Verlag, 2. Aufl. Köln 1979, ISBN 3-920007-40-9
- Die Moral des Wohlstandes. Adamas-Verlag, Köln 1977, ISBN 3-920007-33-6
- Globale Gesellschaft und Zivilisation. Adamas-Verlag, Köln 1975, ISBN 3-920007-29-8
- Altes Ethos, neues Tabu. Adamas-Verlag, Köln 1974, ISBN 3-920007-18-2
- Die Herausforderung der Vierten Welt. Adamas-Verlag, Köln 1973

## Personen
Gründungsdirektor ist der Arzt Hans Thomas, der lange Jahre in der Leitung des Opus Dei tätig war und noch zu Beginn der 1990er Jahre als die wichtigste Führungsperson der Organisation in Deutschland wahrgenommen wurde. Als prominentes Mitglied tritt Thomas in kirchlichen und säkularen Medien sowie auf den Publikationsplattformen der Personalprälatur in Erscheinung und nimmt die Geheimorganisation gegen Vorwürfe in Schutz. Er war außerdem im Vorstand der deutschen Sektion des päpstlichen Hilfswerks Kirche in Not tätig, leitete die Rhein-Donau-Stiftung in München und war Präsident der Limmat Stiftung in Zürich. Von 2008 bis 2014 war der Osnabrücker Professor für Christliche Sozialwissenschaften Manfred Spieker Präsident des Lindenthal-Instituts.
Die Leitung besteht aus:
- Johannes Hattler
- Lothar Häberle

Der Vorstand der Trägerstiftung besteht aus:
- Markus Maier, München, Präsident
- Johannes Hattler, Köln, Geschäftsführer
- Lothar Häberle, Köln, Generalsekretär
- Ruthard von Frankenberg, Köln

Zum Wissenschaftlichen Beirat des Instituts gehören oder gehörten folgende Persönlichkeiten:
- Alberto Gil, Saarbrücken (Sprache/Kommunikation)
- Gerhard van Kaick, Heidelberg (Medizin)
- Winfried Kluth, Halle (Staats-/Verfassungs-Recht)
- † Adolf Laufs, Heidelberg (Medizinrecht)
- † Nikolaus Lobkowicz, Eichstätt (Politische Philosophie)
- Markus Maier, München (Psychologie)
- Thomas M. Osborne, Houston (Philosophie)
- Horst Pietschmann, Hamburg (Geschichte)
- Manfred Spieker, Osnabrück (Christliche Sozialwissenschaften)
- † Dietmar Stehlik, Berlin (Physik)

Bei Colloquien und Publikationen des Instituts wirkten u. a. mit:
Horst Albach, Elizabeth Anscombe, Patrick Bahners, Peter Berglar, Rocco Buttiglione, Herwig Birg, Juergen B. Donges,  John C. Eccles, Viktor Frankl, Peter Geach, Boris Groys, Joseph Höffner, Jörg-Dietrich Hoppe, Fernando Inciarte, Peter Koslowski, Jérôme Lejeune, Detlef B. Linke, Nikolaus Lobkowicz, Josef Pieper, Robert Spaemann.